# Totalvägra (sång)
Totalvägra är en låt från 1979 av Ebba Grön. Totalvägra skrevs av Fjodor och handlar om totalvägran, det vill säga att vägra såväl värnplikt som civilplikt i Sverige. I låten argumenteras för att Sverige trots demokratin hade politiska fångar i och med att totalvägran medför fängelsestraff. Både Thåström[källa behövs] och Fjodor avtjänade sedermera en tid i fängelse som straff för totalvägran.